# Stylocoronella variabilis
Stylocoronella variabilis is een neteldier uit de klasse Staurozoa. 
Het dier komt uit het geslacht Stylocoronella en behoort tot de familie Lucernariidae. Stylocoronella variabilis werd in 1987 voor het eerst wetenschappelijk beschreven door Salvini-Plawen.